# Tituš Brezovački
Tituš Brezovački (Zagabria, 4 gennaio 1757 – Zagabria, 29 ottobre 1805) è stato un poeta, scrittore e religioso croato, considerato il fondatore del teatro croato moderno.

## Biografia
Effettuò gli studi scolastici a Zagabria e a Varaždin, prima di entrare, nel 1774, nell'ordine dei Paolini.
Due anni dopo incominciò a studiare teologia presso Lepoglava, e dopo aver ottenuto la laurea in filosofia e in teologia nella città di Pest, venne ordinato sacerdote nel 1781, assumendo ben presto il ruolo di insegnante al ginnasio di Varaždin.
Nel 1785 l'ordine paolino venne soppresso, e l'anno seguente Brezovački esordì come commediografo con il dramma Sveti Aleksi ("Sant'Alessio"), che si riallacciò alla nota leggenda riguardante il figlio di un senatore romano che dopo aver abbandonato la casa paterna il giorno del matrimonio, vi rientra dopo diciassette anni e per un analogo periodo trascorre la sua vita in incognito ed in povertà.
Un buon riscontro di pubblico e di critica raccolsero le due commedie Matijas Grabancijas dijak ("Matijas studente negromante") del 1804, incentrata sul personaggio di un imbroglione che si spaccia per un mago, e Diogenes ili sluga dveb izgubljeneb bratov ("Diogene, ovvero il servo di due fratelli smarriti") del 1805, basata sul tema dei Menaechmi plautini.
Tutte queste opere furono caratterizzate innanzitutto dalla valorizzazione del dialetto caicavo, che grazie allo scrittore assurse al livello di un linguaggio artistico, e poi da uno spirito realistico attraverso il quale l'autore riuscì a focalizzare protagonisti, ambienti, tradizioni, valori e superstizioni del suo tempo. Inoltre riuscì ad amalgamare elementi razionali illuministici, tendenti ad auspicare il miglioramento delle condizioni sociali, con i sentimenti romantici, in particolar modo quelli riguardanti la rinascita nazionale croata.
Oltre a ciò lo scrittore compose un buon numero di versi, di canzoni satiriche, commemorative, patriottiche, in lingua latina, tra le quali menzioniamo la pregevole e significativa Ad ablegatos Croatiae (1805), oltre che in croato e in tedesco.
Morì nel 1805 dopo una lunga malattia.

## Influenza culturale
Benché l'origine del nome di battaglia di Josip Broz Tito non sia del tutto accertata, secondo Vladimir Dedijer, suo biografo ufficiale, egli prese tale nome da Tituš Brezovački.